# Federación Togolesa de Deportes Paralímpicos
La Federación Togolesa de Deportes Paralímpicos es el comité paralímpico nacional que representa a Togo. Esta organización es la responsable de las actividades deportivas paralímpicas en el país. Es miembro del Comité Paralímpico Internacional y del Comité Paralímpico Africano.